# TV 도쿄 월요일 밤 10시 드라마
TV 도쿄 월요일 밤 10시 드라마(일본어: テレビ東京月曜10時枠の連続ドラマ)는 TV 도쿄 계열에서 2010년 10월 10일부터 2011년 9월 19일까지의 기간 동안 매주 월요일 22시부터 22시 54분까지 54분간 방영된 연속 드라마 방영 프레임이다.

## 개요
해당 시간대인 월요일 22시대는 2010년 9월까지 다큐멘터리 프로그램인 「닛케이 스페셜 칸브리아 궁전」을 방송하고 있었지만, 2010년 10월 개편에서 「칸브리아 궁전」은 목요일 22시대로 이동하고 동일 시간대에 연속 드라마 범위를 신설한다고 발표했다.
2010년 9월까지 해당 시간대에 방영되고 있던 프로그램이 개편으로 편성되는 시간대가 변경되고 2010년 10월 개편을 통해 시간대를 계승하는 형태로써 프로그램 프레임이 만들어졌지만 시청률은 답보 상태로 저조. 결국 「IS~ 남자도 여자도 아닌 성 ~」을 마지막으로 불과 1년 만에 드라마 범위를 철수하게 되었다. 후속 프로그램은 "닛케이 스페셜 미래 세기 지팡 ~ 비등 현장의 경제학 ~ "이 11월 14일부터 시작. 시작까지 약 1 개월 반은 "월요일 프리미어!」의 확대 판이나 단발 특별 프로, 영화에 다리를 놓는다. 골든 프라임 프레임의 드라마 범위는 2년반 만에 부활하는 '수요일 미스터리 9」에 인계된다. 또한 연속 드라마 범위에서 제작 자원을 「드라마 24」등의 심야 드라마에 집중시킨다.
또한 2013년 10월부터 금요일 20시대에 "금요일 8시의 드라마 '가 신설되어 2년 만에 TV 도쿄에서 프라임 타임의 연속 드라마 범위가 부활한다.
2018년 4월부터 동일한 프레임이 종료된 이후 6년 반 만에 연속 드라마 범위 "드라마 Biz '로 부활했다.

## 작품 소개
- 《모리의 나팔꽃 신인 교도관과 아를르 사형수「인연」의 이야기》
- 《최상의 명의》
- 《스즈키 선생》
- 《IS~남자도 여자도 아닌 성~》

## 같이 보기
- 드라마 Biz
- 금요일 8시 드라마